# El Garrobo
El Garrobo – gmina w Hiszpanii, w prowincji Sewilla, w Andaluzji, o powierzchni 45,05 km². W 2011 roku gmina liczyła 777 mieszkańców.